# جبهة المرأة

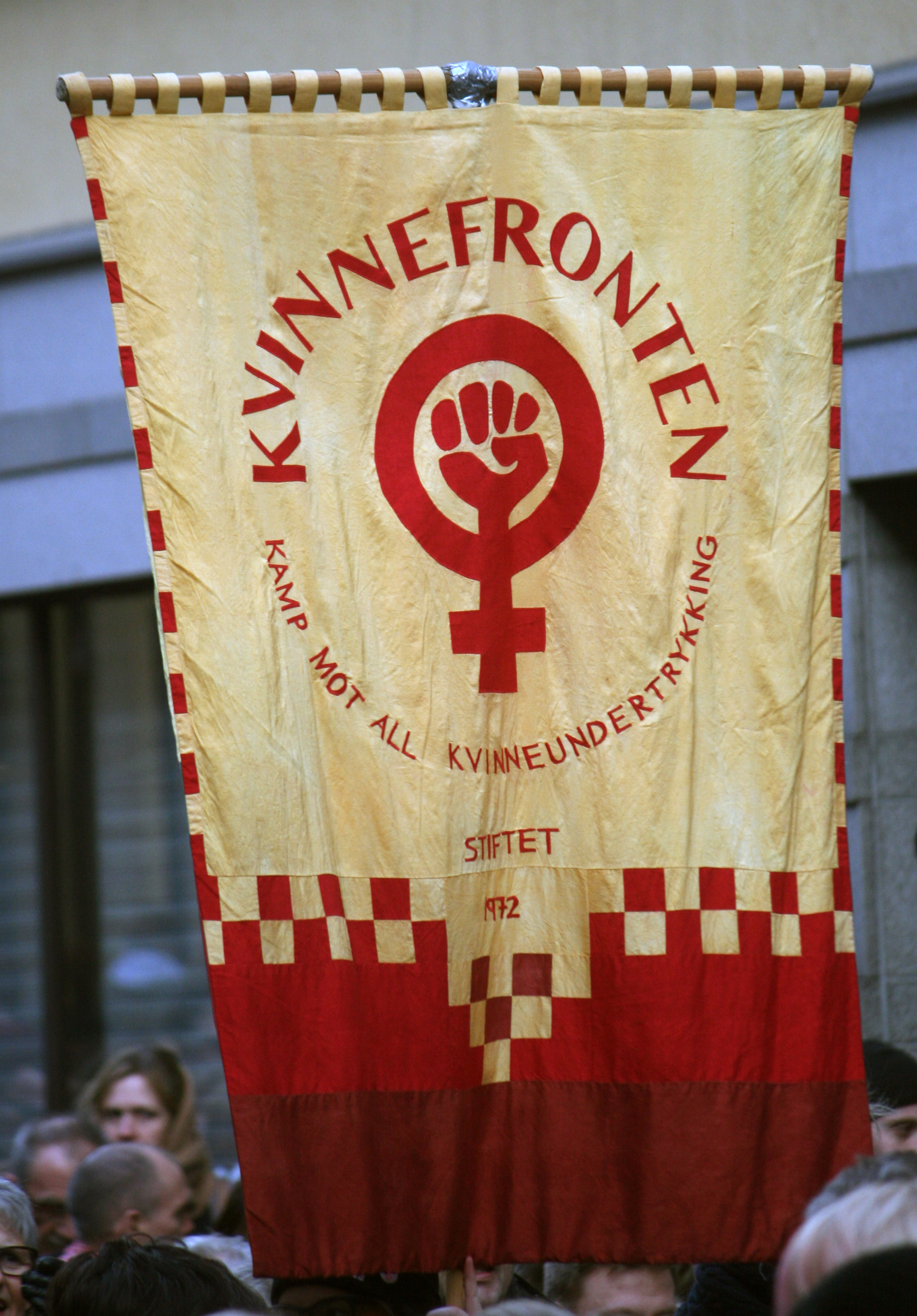
شعار منظمة جبهة المرأة

جبهة المرأة (بالنرويجية: Kvinnefronten ‏) هي منظمة نسوية راديكالية نسوية تأسست في عام 1972. وترتبط تاريخيا بالحزب الشيوعي العمالي الذي تم إقصاؤه الآن.

## التاريخ
تأسست المنظمة في عام 1972 ونشأت من الحركة الماركسية اللينينية، والمعروفة باسم «حركة M-L». أخذت اسمها بعد الصحيفة التاريخية المسماة Kvinnefronten («جبهة النساء») التي نشرها الحزب الشيوعي النرويجي. بنيت المنظمة أيضا على الحركات النسائية ضد عضوية النرويج في الجماعة الاقتصادية الأوروبية. كانت مرتبطة ارتباطًا وثيقًا بالحزب الشيوعي العمالي. في التسعينيات، أصبح معروفًا من خلال نشر تقرير لوند أن المنظمة خضعت لمراقبة من قبل جهاز أمن الشرطة النرويجي، والذي صنفها كمنظمة أمامية للحزب الشيوعي العمالي، والتي اعتبرتها دائرة أمن الشرطة متطرفة.
خلال النصف الأول من السبعينيات، نمت المنظمة بسرعة لتصبح أكبر جمعية نسائية في النرويج مع 3500 عضو في 125 مدينة ومدينة في عام 1973. من عام 1978، أصبحت المنظمة معروفة بنشاطها في الأعمال الإباحية، والتي شملت إظهار الأفلام الإباحية الصعبة في الجمهور، وتهدف إلى تخويف وإثارة غضب الجمهور، والذي يطلق عليه «الإباحية ضد الإباحية».
في عام 1991، غادر العديد من الأعضاء جبهة النساء لتأسيس منظمة جديدة، تدعى مجموعة أوتار النسائية، وذلك بعد خلافات حول قضايا مختلفة، لا سيما إرخاء الجبهة النسائية لموقفها من الإباحية. كان الفصيل المنشق الذي شكل مجموعة أوتار للنساء الجناح الأكثر تطرفًا في جبهة النساء، لكنه وجد نفسه في الأقلية في الاجتماع السنوي للمنظمة عام 1991.
نشرت جبهة النساء مجلات تحت ثلاثة أسماء مختلفة:

## الآراء
وفقا للبرنامج الأصلي للمنظمة، كان هدفها «الكفاح من أجل تحرير المرأة»  من خلال «محاربة الرأسمالية والإمبريالية». واعتبرت «الدولة والأعمال ورأس المال» القوى الرئيسية التي تضطهد النساء. [5] تماشيًا مع جذورها في اليسار المناهض للإمبريالية في أوائل السبعينيات، كانت جبهة النساء تنتقد الحركات النسائية الجديدة التي ظهرت في الثمانينيات والتسعينيات، مثل النسوية الكويرية.
تصف المنظمة نفسها اليوم بأنها «منظمة نسائية راديكالية تعارض جميع أشكال القمع ضد المرأة، الاقتصادية والجنسية والسياسية والثقافية».
كما نشطت «جبهة المرأة» في تعزيز تقرير المصير للمرأة في الإجهاض والمواد الإباحية. وقد أقامت اتصالات دولية مع منظمات متشابهة في البلدان النامية مثل أفغانستان وفلسطين والفلبين وشاركت في شبكات دولية حول الإجهاض والتكاثر والاتجار والعنف ضد المرأة.
تعتبر جبهة النساء تقليديا المنظمة النسوية الراديكالية الرئيسية في النرويج.

## المصارد
1. ↑  "Kvinnefronten," in the Lund Report, Norwegian Parliament, 1994
2. ↑  "Kvinnefronten". Kampdager. Retrieved 19 May 2017.
3. 1 2  Kvinnegruppa Ottar, Store norske leksikon
4. ↑  "Tidsskrifter" (in Norwegian). Kampdager. Retrieved 19 May 2017.
5. ↑  Program for Kvinnefronten, 1976
6. 1 2  "Women's Front". FOKUS. Retrieved 19 May 2017.
7. 1 2  "Kvinnefronten" (in Norwegian). Store Norske Leksion. Retrieved 19 May 2017.